# Estación 29
La Estación 29 será una de las estaciones del Metro de Brasilia, situada en la ciudad satélite de Ceilândia, al lado de la Estación 28. La estación estará localizada en el barrio Setor O.
Actualmente el proyecto de la estación está en proceso de elaboración. A finales 2013 las obras fueron iniciadas. La expectativa es que duren 24 meses, la estación estaría lista, por lo tanto, a finales de 2015.
El nombre Estación 29 se debe a su numeración técnica. Se le dará otro nombre haciendo referencia a su localización exacta.